# 日本伝統芸術国際交流協会
日本伝統芸術国際交流協会（にほんでんとうげいじゅつこくさいこうりゅうきょうかい）は、日本の国際芸術交流団体の一般社団法人。
主に伝統芸術を通じた交流により、日本の伝統文化、伝統芸術の発展と向上に資するため、また、これらの活動に携わる実演家、研究者、および各種団体と連携し協働するため活動。これにより国際友好・親善に寄与することと、伝統芸術を通じた青少年の教育、および地域活性化を目的としている。
正式名称は「一般社団法人　日本伝統芸術国際交流協会」。英語名はTraditional arts。本社は岡山県岡山市中区東中島町2‐37に所在。東京事務所は東京都練馬区下石神井6‐15‐1に所在。

## 概要
2009年9月3日、一般社団法人として設立。

## これまでの活動
当協会は2009年に日本の伝統文化を通じて国際交流の推進、青少年の健全育成、地域活性化などを目的に設立。
これまで文化庁、外務省、東京都などの政府機関や日本財団や国際交流基金などの公益団体と連携して各種事業を実施。
国際交流事業では「さくらこまち和楽団」を中心とした海外公演を行い、青少年育成事業では子供たちに日本文化の素晴らしさを紹介する学校コンサートを開催。
また地域活性化事業として各地の文化財の魅力を紹介するイベントを実施。
2009年　協会設立
2010年　文化庁文化交流使任命　赤嶺正一琉球舞踊団メキシコ公演
2010年　文化庁助成　次代の文化を創造する新進芸術家育成事業
2010年　文化庁主催　大藏流こども狂言教室開催
2011年　東京都委託　水都江戸文化遺産塾開催
2011年　日本郵船主催　飛鳥Ⅱクルーズステージ公演
2011年　東京都芸術文化発信事業助成　さくらこまち和楽団インドネシア公演
2012年　佐賀県委託　佐賀文化遺産塾開催
2012年　東京都芸術文化発信事業助成　さくらこまち和楽団ベトナム公演
2013年　日本財団助成　日本伝統文化コーディネーター養成講座開催
2013年　アーツカウンシル東京主催　神楽 Meets Jazz公演
2014年　文化庁主催　さくらこまち和楽団学校コンサート
2014年　山形市委託　山形市文化遺産塾開催
2015年　国際交流基金助成　さくらこまち和楽団イタリア公演
2015年　唐津市受託　唐津文化遺産の日プロジェクト開催
2016年　外務省主催　さくらこまち和楽団イタリア公演
2018年　ホノルル総領事館招聘　さくらこまち和楽団ハワイ公演
2018年　ブルネロ・クチネリ財団主催　さくらこまち和楽団ソロメイ音楽祭公演
2019年　バルト3国日本大使館主催　さくらこまち和楽団バルト3国公演
- 代表理事　庄司真吾（統括プロデュサー）
- 理事　堤紀代子（スタジオKOMACI　代表）
- 理事　真木伸一（岡山土地倉庫株式会社　常務取締役）
- 理事　大藏基誠（大蔵流能楽師狂言方）
- 監事　清水圭介（スタジオコーラル　代表）